# Milagre econômico espanhol

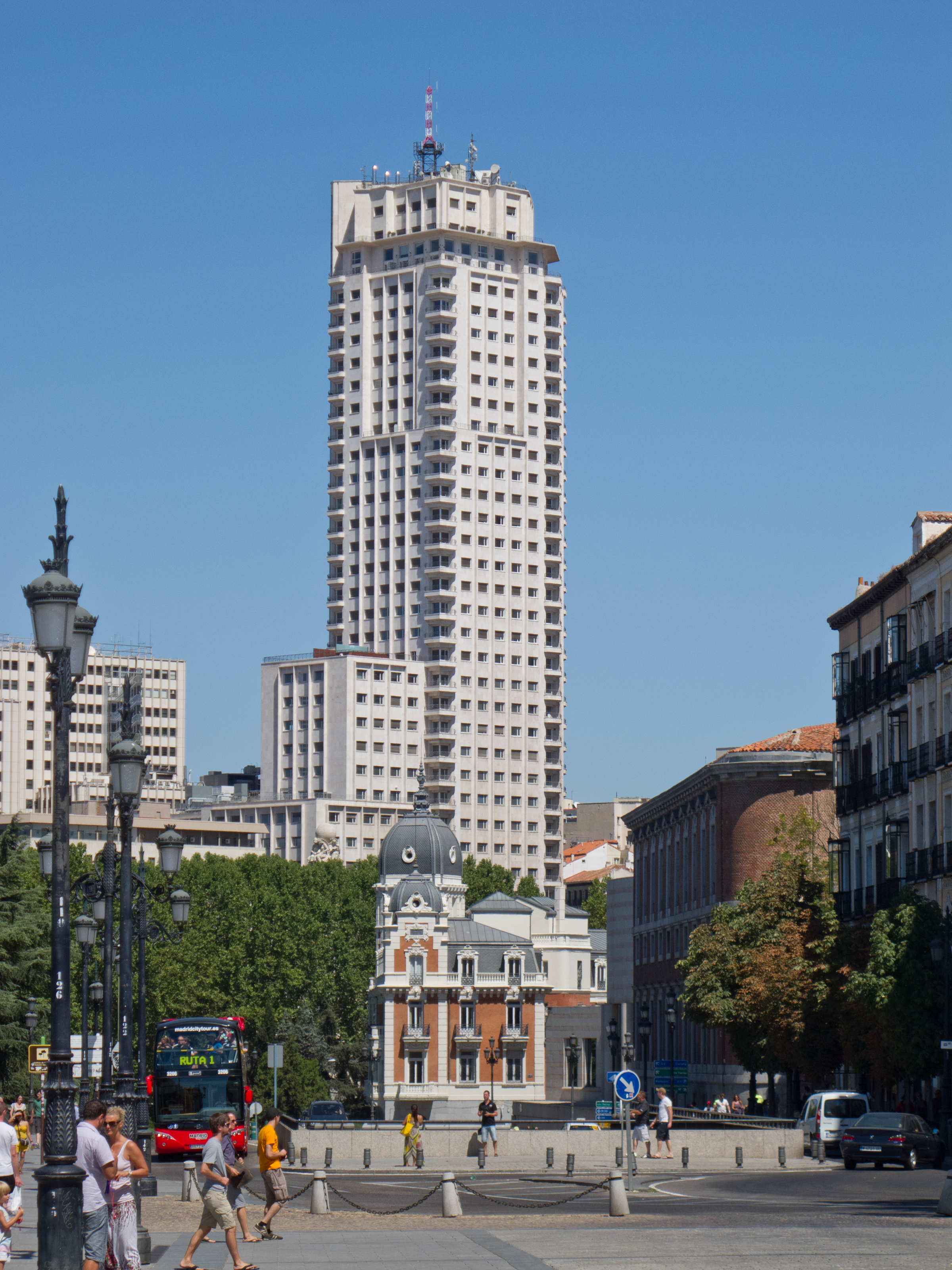
A Torre de Madrid de 142 m, construída em 1957, anunciou o "Milagre Espanhol".

O milagre espanhol (em castelhano:  el milagro español) refere-se a um período de desenvolvimento e crescimento excepcionalmente rápido em todas as principais áreas de atividade econômica na Espanha durante a última parte do regime franquista, de 1959 a 1974, no qual o PIB teve uma taxa média de crescimento de 6,5% ao ano e fez parte do um período muito mais longo de uma taxa de crescimento do PIB acima da média de 1951 a 2007. O boom econômico chegou ao fim com as crises internacionais de petróleo e estagflação da década de 1970 que perturbaram o mundo industrializado, embora vários estudiosos tenham argumentado que "os passivos acumulados durante anos de busca frenética pelo desenvolvimento econômico" eram de fato os responsáveis pelo lento crescimento econômico do final dos anos 1970.

## Iniciação do boom
O "milagre econômico" foi iniciado pelas reformas promovidas pelos chamados tecnocratas que, com a aprovação de Francisco Franco, colocaram em prática as políticas desenvolvidas na Espanha. Os tecnocratas, muitos dos quais eram membros do Opus Dei, eram uma nova geração de políticos e substituíram a velha guarda falangista.

## Industrialização

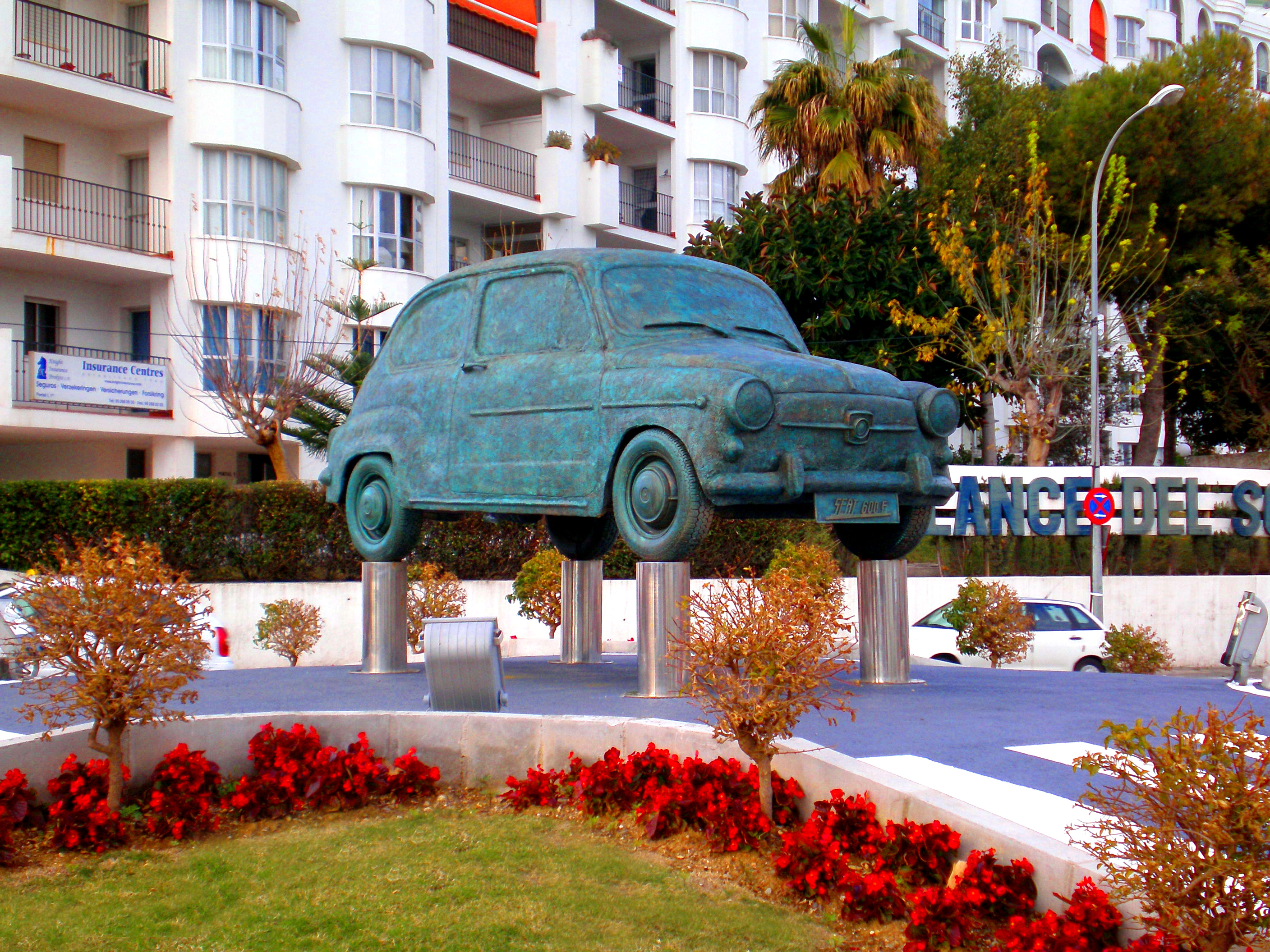
Um monumento em Fuengirola, Espanha, para o SEAT 600, um símbolo do milagre espanhol

A rápida expansão econômica revigorou antigas áreas industriais: o País Basco e a costa norte de Ferrol (ferro e aço, construção naval), e em torno de Barcelona (máquinas, têxteis, automóveis e petroquímica). Também impulsionou uma enorme expansão em refino, petroquímica, química e engenharia. Para ajudar a alcançar o rápido desenvolvimento, houve um investimento maciço do governo por meio de empresas estatais importantes, como o conglomerado industrial nacional Instituto Nacional de Industria, a empresa automobilística SEAT em Barcelona, a grande usina siderúrgica da Ensidesa em Avilés e o estaleiro Empresa Nacional Bazán. Com forte proteção contra a concorrência estrangeira no mercado doméstico espanhol, essas empresas lideraram a industrialização do país, restaurando a prosperidade de áreas industriais como Barcelona e Bilbau e criando novas áreas industriais, principalmente em torno de Madrid. Embora tenha havido liberalização econômica no período, as principais empresas permaneceram sob o controle do Estado.

### Indústria automotiva
A indústria automobilística foi uma das mais poderosas locomotoras (locomotivas) do Milagre espanhol. De 1958 a 1972, cresceu a uma taxa composta anual de 21,7%. Em 1946, havia apenas 72.000 carros particulares na Espanha, mas em 1966 havia mais de 1 milhão. Essa taxa de crescimento não tinha igual no mundo. O ícone do desarrollo foi o automóvel SEAT 600, produzido pela estatal espanhola SEAT. Mais de 794.000 deles foram fabricados entre 1957 e 1973. No início desse período, foi o primeiro carro para muitas famílias da classe trabalhadora espanhola. No entanto, no final do período, era o segundo carro para muitos mais.